# Мейли, Вилли
Уи́льям Па́трик Ме́йли (англ. William Patrick Maley; 25 апреля 1868, Ньюри, Британская империя — 2 апреля 1958, Глазго, Шотландия), более известный как Ви́лли Ме́йли (англ. Willie Maley) — шотландский футболист, тренер. Первый наставник глазговского «Селтика». Является одним из самых успешных специалистов в истории шотландского футбола — за 43-летнее руководство Вилли «кельтами» «Селтик» завоевал 30 национальных трофеев.

## Ранние годы
Вилли родился 25 апреля 1868 года в ирландском городе Ньюри, где служил его отец — солдат Британской армии. Через некоторое время Мейли-старшего перевели на новое место службы — в Шотландию, куда он и отправился со всей своей семьёй.
Будучи хорошо развитым юношей, Вилли добился впечатляющих успехов в лёгкой атлетике. Затем он увлёкся футболом. В 1886 году Мейли начал заниматься этим видом спорта серьёзно, поиграв за этот год за команду «Каткарт Хэйзелбэнк Джуниорс» (англ. Cathcart Hazelbank Juniors) и молодёжный состав клуба «Терд Ланарк».

## Клубная карьера
В декабре 1887 года дом семьи Вилли посетил основатель футбольного клуба «Селтик», католический священник брат Уолфрид. Он пригласил братьев Мейли поиграть за новую формирующуюся команду. Вилли согласился сразу, его брат Том, присоединился к нему позже. Это случайное приглашение стало одним из самых важных эпизодов в истории «Селтика».
В 1888 году Вилли присоединился к «кельтам», став одним из первых игроков клуба.
В 1896 году Мейли провёл одну игру в составе «Манчестер Сити», который играл с «Лауборо» в рамках турнира Второго английского дивизиона.

## Сборная Шотландии
В 1893 году Вилли представлял национальную сборную Шотландии в двух международных встречах — против англичан и ирландцев.

## Тренер «Селтика»
В 1897 году Совет директоров «кельтского» клуба решил назначить Мейли на должность секретаря-менеджера, то есть наделил его полномочиями, которыми в современное время владеет главный тренер команды. Так 29-летний Вилли стал первым официальным наставником глазговцев.
В первый же сезон под руководством Мейли «Селтик» стал чемпионом Шотландии.
Вилли запомнился необычной манерой исполнения своих функций наставника команды — он никогда не проводил тренировок команды, смотрел игры из ложи руководства «кельтов», не проводил с игроками в перерыве или после матча каких-либо разговоров. Состав на предстоящую встречу Мейли передавал своему ассистенту, который и объявлял его самим игрокам. Несколько раз наставник «кельтов» вовсе за день до игры передавал состав на матч журналистам местных изданий, через которые футболисты узнавали будут они играть или нет.
В начале XX века «кельты» испытывали серьёзные финансовые проблемы, из-за чего его ряды постоянно покидали футболисты в поисках лучшей доли. О покупке новых игроков речи не могло идти вовсе. Исходя из этого Вилли решил сделать ставку на молодёжь, окончательно расставшись с возрастными футболистами.
Молодые «кельты», ведомые Мейли, в период с 1905 по 1910 год завоевали подряд шесть чемпионских титулов. К тому же они первыми среди шотландских команд дважды добились «золотого дубля» — победы в чемпионате и кубке своей страны в один год. Рекорд «Селтика» в шесть чемпионств подряд был побит лишь в 60-х годах. Огромный вклад в победы «бело-зелёных» внесли «звёзды» глазговцев того времени — правый защитник Алек Макнейр, правый инсайд Джимми Макменеми, прозванный в СМИ «Наполеоном», и центральный нападающий Джимми Куинн.
После этого успеха «Селтик» уступил пальму первенства в шотландском чемпионате своим извечным соперникам из «Рейнджерс». Мейли попытался исправить ситуацию и вновь омолодил команду, построив новый коллектив вокруг новичка «кельтов» Пэтси Галлахера и ветерана клуба Макменеми. «Селтик» вновь начал побеждать — «бело-зелёные» завоевали четыре подряд чемпионских звания с 1914 по 1917 год. В это же время глазговцы установили рекорд Великобритании по числу игр без поражений — с 13 ноября 1915 года по 21 апреля 1917 года «кельты» не покидали поле побеждённым в 62 матчах (49 побед и 13 ничьих).
В 1919, 1922 и 1926 годах «Селтик» победил ещё в трёх чемпионатах Шотландии.
В середине 30-х годов Мейли пошёл на очередное омоложение состава. В новой команде заблистали будущие легенды «Селтика» Джимми Дилейни и Джимми Макгрори. Этим составом «кельты» выиграли шотландское первенство в 1936 и 1938 годах, а также стали обладателями национального Кубка в 1937. К тому времени Мейли было уже 70 лет.
Эра Вилли в «Селтике» закончилась на минорной ноте. В сезоне 1939/40 «кельты» долгое время находились на самом дне турнирной таблицы шотландского первенства. В феврале 1940 года терпение у руководства клуба лопнуло и, после встречи Мейли с Советом директоров «Селтика», тренер был уволен.
Среди всех наставников «бело-зелёных» Вилли руководил командой самое долгое время — 43 года. За это время «Селтик» выиграл 16 званий чемпиона Шотландии, по 14 раз становился обладателем Кубка страны и Кубка Глазго и 19 раз смог завоевать Благотворительный Кубок Глазго.
Мейли умер 2 апреля 1958 года в Глазго.

## Упоминание в культуре
Карьера Мейли в «Селтике» описана в песне «Willie Maley», написанной Дэвидом Камероном, которая является очень популярной среди фанатов «кельтов».

## Достижения

### Достижения в качестве тренера
- «Селтик»
  - Чемпион Шотландии (16): 1897/98, 1904/05, 1905/06, 1906/07, 1907/08, 1908/09, 1909/10, 1913/14, 1914/15, 1915/16, 1916/17, 1918/19, 1921/22, 1925/26, 1935/36, 1937/38,
  - Обладатель Кубка Шотландии (14): 1898/99, 1899/00, 1903/04, 1906/07, 1907/08, 1910/11, 1911/12, 1913/14, 1922/23, 1924/25, 1926/27, 1930/31, 1932/33, 1936/37,
  - Обладатель Кубка Глазго (14): 1905, 1906, 1907, 1908, 1910, 1916, 1917, 1920, 1921, 1927, 1928, 1929, 1931, 1939
  - Обладатель Международного выставочного кубка Глазго: 1901/02
  - Обладатель Приза военного фонда ВМС и армии: 1918
  - Обладатель Выставочного кубка Империи: 1938
  - Обладатель Благотворительного Кубка Глазго (19)

### Индивидуальные награды
- Зал славы шотландского футбола: включён в 15 ноября 2009[1]